# Deep End (hudební skupina)
Deep End byla britská superskupina. Členové skupiny byli kytaristé Pete Townshend a David Gilmour, bubeník Simon Phillips, baskytarista Chucho Merchan, perkusionistka Jody Linscott, klávesista John Bundrick, harmonikář Peter Hope Evans, zpěváci Billy Nicholls, Cleveland Watkiss, a Chyna a dechový soubor The Kick Horns.